# Lichess
Lichess (['liːtʃɛs]) est un site web de jeu d'échecs créé en 2010 par un développeur français, Thibault Duplessis. Le nom fait référence aux mots live/light/libre et chess : le site est en effet développé sous licence libre.
C'est le deuxième site d'échecs le plus fréquenté au monde, avec plus de 3 millions de parties jouées par jour,.
Le site, qui fonctionne grâce aux dons, ne contient aucune publicité. Toutes ses fonctionnalités sont accessibles gratuitement,,.

## Fonctionnalités
Le site permet de jouer des parties en direct contre des adversaires humains et programmes d'échecs à des intervalles de temps contrôlés. Pour les joueurs inscrits, Lichess utilise un système de classement proche du classement Elo : le classement Glicko. De plus, le logiciel Stockfish est disponible pour analyser les parties jouées. Les joueurs peuvent jouer contre le programme informatique d'échecs Stockfish en pouvant sélectionner un niveau allant de 1 à 8.
Lichess propose des fonctionnalités d’entraînement qui incluent :
- l'entraînement aux tactiques (trouver l'échec et mat ou le meilleur coup) ;
- les coordonnées (localiser rapidement les cases à partir de leurs coordonnées) ;
- les ouvertures (trouver plusieurs bons coups de début de partie).

Comme entraînements, il y a des puzzles streak, qui consistent à faire la plus grande suite de problèmes (le niveau de difficulté des problèmes augmente progressivement).
Ensuite, il y a les puzzles storm, qui consistent à réussir le plus de problèmes en 3 minutes.
Il y a aussi les puzzles racer, qui consistent à réussir le plus de problèmes en 1:30 minute.
De même que les échecs classiques à différents intervalles de temps contrôlés, le site propose les variantes d'échecs suivantes :
|   | a | b | c | d | e | f | g | h |   |
| 8 | Roi noir sur case blanche a2 · Tour noire sur case noire b2 · Fou noir sur case blanche c2 · Cavalier noir sur case noire d2 · Cavalier blanc sur case blanche e2 · Fou blanc sur case noire f2 · Tour blanche sur case blanche g2 · Roi blanc sur case noire h2 · Dame noire sur case noire a1 · Tour noire sur case blanche b1 · Fou noir sur case noire c1 · Cavalier noir sur case blanche d1 · Cavalier blanc sur case noire e1 · Fou blanc sur case blanche f1 · Tour blanche sur case noire g1 · Dame blanche sur case blanche h1 | Roi noir sur case blanche a2 · Tour noire sur case noire b2 · Fou noir sur case blanche c2 · Cavalier noir sur case noire d2 · Cavalier blanc sur case blanche e2 · Fou blanc sur case noire f2 · Tour blanche sur case blanche g2 · Roi blanc sur case noire h2 · Dame noire sur case noire a1 · Tour noire sur case blanche b1 · Fou noir sur case noire c1 · Cavalier noir sur case blanche d1 · Cavalier blanc sur case noire e1 · Fou blanc sur case blanche f1 · Tour blanche sur case noire g1 · Dame blanche sur case blanche h1 | Roi noir sur case blanche a2 · Tour noire sur case noire b2 · Fou noir sur case blanche c2 · Cavalier noir sur case noire d2 · Cavalier blanc sur case blanche e2 · Fou blanc sur case noire f2 · Tour blanche sur case blanche g2 · Roi blanc sur case noire h2 · Dame noire sur case noire a1 · Tour noire sur case blanche b1 · Fou noir sur case noire c1 · Cavalier noir sur case blanche d1 · Cavalier blanc sur case noire e1 · Fou blanc sur case blanche f1 · Tour blanche sur case noire g1 · Dame blanche sur case blanche h1 | Roi noir sur case blanche a2 · Tour noire sur case noire b2 · Fou noir sur case blanche c2 · Cavalier noir sur case noire d2 · Cavalier blanc sur case blanche e2 · Fou blanc sur case noire f2 · Tour blanche sur case blanche g2 · Roi blanc sur case noire h2 · Dame noire sur case noire a1 · Tour noire sur case blanche b1 · Fou noir sur case noire c1 · Cavalier noir sur case blanche d1 · Cavalier blanc sur case noire e1 · Fou blanc sur case blanche f1 · Tour blanche sur case noire g1 · Dame blanche sur case blanche h1 | Roi noir sur case blanche a2 · Tour noire sur case noire b2 · Fou noir sur case blanche c2 · Cavalier noir sur case noire d2 · Cavalier blanc sur case blanche e2 · Fou blanc sur case noire f2 · Tour blanche sur case blanche g2 · Roi blanc sur case noire h2 · Dame noire sur case noire a1 · Tour noire sur case blanche b1 · Fou noir sur case noire c1 · Cavalier noir sur case blanche d1 · Cavalier blanc sur case noire e1 · Fou blanc sur case blanche f1 · Tour blanche sur case noire g1 · Dame blanche sur case blanche h1 | Roi noir sur case blanche a2 · Tour noire sur case noire b2 · Fou noir sur case blanche c2 · Cavalier noir sur case noire d2 · Cavalier blanc sur case blanche e2 · Fou blanc sur case noire f2 · Tour blanche sur case blanche g2 · Roi blanc sur case noire h2 · Dame noire sur case noire a1 · Tour noire sur case blanche b1 · Fou noir sur case noire c1 · Cavalier noir sur case blanche d1 · Cavalier blanc sur case noire e1 · Fou blanc sur case blanche f1 · Tour blanche sur case noire g1 · Dame blanche sur case blanche h1 | Roi noir sur case blanche a2 · Tour noire sur case noire b2 · Fou noir sur case blanche c2 · Cavalier noir sur case noire d2 · Cavalier blanc sur case blanche e2 · Fou blanc sur case noire f2 · Tour blanche sur case blanche g2 · Roi blanc sur case noire h2 · Dame noire sur case noire a1 · Tour noire sur case blanche b1 · Fou noir sur case noire c1 · Cavalier noir sur case blanche d1 · Cavalier blanc sur case noire e1 · Fou blanc sur case blanche f1 · Tour blanche sur case noire g1 · Dame blanche sur case blanche h1 | Roi noir sur case blanche a2 · Tour noire sur case noire b2 · Fou noir sur case blanche c2 · Cavalier noir sur case noire d2 · Cavalier blanc sur case blanche e2 · Fou blanc sur case noire f2 · Tour blanche sur case blanche g2 · Roi blanc sur case noire h2 · Dame noire sur case noire a1 · Tour noire sur case blanche b1 · Fou noir sur case noire c1 · Cavalier noir sur case blanche d1 · Cavalier blanc sur case noire e1 · Fou blanc sur case blanche f1 · Tour blanche sur case noire g1 · Dame blanche sur case blanche h1 | 8 |
| 7 | Roi noir sur case blanche a2 · Tour noire sur case noire b2 · Fou noir sur case blanche c2 · Cavalier noir sur case noire d2 · Cavalier blanc sur case blanche e2 · Fou blanc sur case noire f2 · Tour blanche sur case blanche g2 · Roi blanc sur case noire h2 · Dame noire sur case noire a1 · Tour noire sur case blanche b1 · Fou noir sur case noire c1 · Cavalier noir sur case blanche d1 · Cavalier blanc sur case noire e1 · Fou blanc sur case blanche f1 · Tour blanche sur case noire g1 · Dame blanche sur case blanche h1 | Roi noir sur case blanche a2 · Tour noire sur case noire b2 · Fou noir sur case blanche c2 · Cavalier noir sur case noire d2 · Cavalier blanc sur case blanche e2 · Fou blanc sur case noire f2 · Tour blanche sur case blanche g2 · Roi blanc sur case noire h2 · Dame noire sur case noire a1 · Tour noire sur case blanche b1 · Fou noir sur case noire c1 · Cavalier noir sur case blanche d1 · Cavalier blanc sur case noire e1 · Fou blanc sur case blanche f1 · Tour blanche sur case noire g1 · Dame blanche sur case blanche h1 | Roi noir sur case blanche a2 · Tour noire sur case noire b2 · Fou noir sur case blanche c2 · Cavalier noir sur case noire d2 · Cavalier blanc sur case blanche e2 · Fou blanc sur case noire f2 · Tour blanche sur case blanche g2 · Roi blanc sur case noire h2 · Dame noire sur case noire a1 · Tour noire sur case blanche b1 · Fou noir sur case noire c1 · Cavalier noir sur case blanche d1 · Cavalier blanc sur case noire e1 · Fou blanc sur case blanche f1 · Tour blanche sur case noire g1 · Dame blanche sur case blanche h1 | Roi noir sur case blanche a2 · Tour noire sur case noire b2 · Fou noir sur case blanche c2 · Cavalier noir sur case noire d2 · Cavalier blanc sur case blanche e2 · Fou blanc sur case noire f2 · Tour blanche sur case blanche g2 · Roi blanc sur case noire h2 · Dame noire sur case noire a1 · Tour noire sur case blanche b1 · Fou noir sur case noire c1 · Cavalier noir sur case blanche d1 · Cavalier blanc sur case noire e1 · Fou blanc sur case blanche f1 · Tour blanche sur case noire g1 · Dame blanche sur case blanche h1 | Roi noir sur case blanche a2 · Tour noire sur case noire b2 · Fou noir sur case blanche c2 · Cavalier noir sur case noire d2 · Cavalier blanc sur case blanche e2 · Fou blanc sur case noire f2 · Tour blanche sur case blanche g2 · Roi blanc sur case noire h2 · Dame noire sur case noire a1 · Tour noire sur case blanche b1 · Fou noir sur case noire c1 · Cavalier noir sur case blanche d1 · Cavalier blanc sur case noire e1 · Fou blanc sur case blanche f1 · Tour blanche sur case noire g1 · Dame blanche sur case blanche h1 | Roi noir sur case blanche a2 · Tour noire sur case noire b2 · Fou noir sur case blanche c2 · Cavalier noir sur case noire d2 · Cavalier blanc sur case blanche e2 · Fou blanc sur case noire f2 · Tour blanche sur case blanche g2 · Roi blanc sur case noire h2 · Dame noire sur case noire a1 · Tour noire sur case blanche b1 · Fou noir sur case noire c1 · Cavalier noir sur case blanche d1 · Cavalier blanc sur case noire e1 · Fou blanc sur case blanche f1 · Tour blanche sur case noire g1 · Dame blanche sur case blanche h1 | Roi noir sur case blanche a2 · Tour noire sur case noire b2 · Fou noir sur case blanche c2 · Cavalier noir sur case noire d2 · Cavalier blanc sur case blanche e2 · Fou blanc sur case noire f2 · Tour blanche sur case blanche g2 · Roi blanc sur case noire h2 · Dame noire sur case noire a1 · Tour noire sur case blanche b1 · Fou noir sur case noire c1 · Cavalier noir sur case blanche d1 · Cavalier blanc sur case noire e1 · Fou blanc sur case blanche f1 · Tour blanche sur case noire g1 · Dame blanche sur case blanche h1 | Roi noir sur case blanche a2 · Tour noire sur case noire b2 · Fou noir sur case blanche c2 · Cavalier noir sur case noire d2 · Cavalier blanc sur case blanche e2 · Fou blanc sur case noire f2 · Tour blanche sur case blanche g2 · Roi blanc sur case noire h2 · Dame noire sur case noire a1 · Tour noire sur case blanche b1 · Fou noir sur case noire c1 · Cavalier noir sur case blanche d1 · Cavalier blanc sur case noire e1 · Fou blanc sur case blanche f1 · Tour blanche sur case noire g1 · Dame blanche sur case blanche h1 | 7 |
| 6 | Roi noir sur case blanche a2 · Tour noire sur case noire b2 · Fou noir sur case blanche c2 · Cavalier noir sur case noire d2 · Cavalier blanc sur case blanche e2 · Fou blanc sur case noire f2 · Tour blanche sur case blanche g2 · Roi blanc sur case noire h2 · Dame noire sur case noire a1 · Tour noire sur case blanche b1 · Fou noir sur case noire c1 · Cavalier noir sur case blanche d1 · Cavalier blanc sur case noire e1 · Fou blanc sur case blanche f1 · Tour blanche sur case noire g1 · Dame blanche sur case blanche h1 | Roi noir sur case blanche a2 · Tour noire sur case noire b2 · Fou noir sur case blanche c2 · Cavalier noir sur case noire d2 · Cavalier blanc sur case blanche e2 · Fou blanc sur case noire f2 · Tour blanche sur case blanche g2 · Roi blanc sur case noire h2 · Dame noire sur case noire a1 · Tour noire sur case blanche b1 · Fou noir sur case noire c1 · Cavalier noir sur case blanche d1 · Cavalier blanc sur case noire e1 · Fou blanc sur case blanche f1 · Tour blanche sur case noire g1 · Dame blanche sur case blanche h1 | Roi noir sur case blanche a2 · Tour noire sur case noire b2 · Fou noir sur case blanche c2 · Cavalier noir sur case noire d2 · Cavalier blanc sur case blanche e2 · Fou blanc sur case noire f2 · Tour blanche sur case blanche g2 · Roi blanc sur case noire h2 · Dame noire sur case noire a1 · Tour noire sur case blanche b1 · Fou noir sur case noire c1 · Cavalier noir sur case blanche d1 · Cavalier blanc sur case noire e1 · Fou blanc sur case blanche f1 · Tour blanche sur case noire g1 · Dame blanche sur case blanche h1 | Roi noir sur case blanche a2 · Tour noire sur case noire b2 · Fou noir sur case blanche c2 · Cavalier noir sur case noire d2 · Cavalier blanc sur case blanche e2 · Fou blanc sur case noire f2 · Tour blanche sur case blanche g2 · Roi blanc sur case noire h2 · Dame noire sur case noire a1 · Tour noire sur case blanche b1 · Fou noir sur case noire c1 · Cavalier noir sur case blanche d1 · Cavalier blanc sur case noire e1 · Fou blanc sur case blanche f1 · Tour blanche sur case noire g1 · Dame blanche sur case blanche h1 | Roi noir sur case blanche a2 · Tour noire sur case noire b2 · Fou noir sur case blanche c2 · Cavalier noir sur case noire d2 · Cavalier blanc sur case blanche e2 · Fou blanc sur case noire f2 · Tour blanche sur case blanche g2 · Roi blanc sur case noire h2 · Dame noire sur case noire a1 · Tour noire sur case blanche b1 · Fou noir sur case noire c1 · Cavalier noir sur case blanche d1 · Cavalier blanc sur case noire e1 · Fou blanc sur case blanche f1 · Tour blanche sur case noire g1 · Dame blanche sur case blanche h1 | Roi noir sur case blanche a2 · Tour noire sur case noire b2 · Fou noir sur case blanche c2 · Cavalier noir sur case noire d2 · Cavalier blanc sur case blanche e2 · Fou blanc sur case noire f2 · Tour blanche sur case blanche g2 · Roi blanc sur case noire h2 · Dame noire sur case noire a1 · Tour noire sur case blanche b1 · Fou noir sur case noire c1 · Cavalier noir sur case blanche d1 · Cavalier blanc sur case noire e1 · Fou blanc sur case blanche f1 · Tour blanche sur case noire g1 · Dame blanche sur case blanche h1 | Roi noir sur case blanche a2 · Tour noire sur case noire b2 · Fou noir sur case blanche c2 · Cavalier noir sur case noire d2 · Cavalier blanc sur case blanche e2 · Fou blanc sur case noire f2 · Tour blanche sur case blanche g2 · Roi blanc sur case noire h2 · Dame noire sur case noire a1 · Tour noire sur case blanche b1 · Fou noir sur case noire c1 · Cavalier noir sur case blanche d1 · Cavalier blanc sur case noire e1 · Fou blanc sur case blanche f1 · Tour blanche sur case noire g1 · Dame blanche sur case blanche h1 | Roi noir sur case blanche a2 · Tour noire sur case noire b2 · Fou noir sur case blanche c2 · Cavalier noir sur case noire d2 · Cavalier blanc sur case blanche e2 · Fou blanc sur case noire f2 · Tour blanche sur case blanche g2 · Roi blanc sur case noire h2 · Dame noire sur case noire a1 · Tour noire sur case blanche b1 · Fou noir sur case noire c1 · Cavalier noir sur case blanche d1 · Cavalier blanc sur case noire e1 · Fou blanc sur case blanche f1 · Tour blanche sur case noire g1 · Dame blanche sur case blanche h1 | 6 |
| 5 | Roi noir sur case blanche a2 · Tour noire sur case noire b2 · Fou noir sur case blanche c2 · Cavalier noir sur case noire d2 · Cavalier blanc sur case blanche e2 · Fou blanc sur case noire f2 · Tour blanche sur case blanche g2 · Roi blanc sur case noire h2 · Dame noire sur case noire a1 · Tour noire sur case blanche b1 · Fou noir sur case noire c1 · Cavalier noir sur case blanche d1 · Cavalier blanc sur case noire e1 · Fou blanc sur case blanche f1 · Tour blanche sur case noire g1 · Dame blanche sur case blanche h1 | Roi noir sur case blanche a2 · Tour noire sur case noire b2 · Fou noir sur case blanche c2 · Cavalier noir sur case noire d2 · Cavalier blanc sur case blanche e2 · Fou blanc sur case noire f2 · Tour blanche sur case blanche g2 · Roi blanc sur case noire h2 · Dame noire sur case noire a1 · Tour noire sur case blanche b1 · Fou noir sur case noire c1 · Cavalier noir sur case blanche d1 · Cavalier blanc sur case noire e1 · Fou blanc sur case blanche f1 · Tour blanche sur case noire g1 · Dame blanche sur case blanche h1 | Roi noir sur case blanche a2 · Tour noire sur case noire b2 · Fou noir sur case blanche c2 · Cavalier noir sur case noire d2 · Cavalier blanc sur case blanche e2 · Fou blanc sur case noire f2 · Tour blanche sur case blanche g2 · Roi blanc sur case noire h2 · Dame noire sur case noire a1 · Tour noire sur case blanche b1 · Fou noir sur case noire c1 · Cavalier noir sur case blanche d1 · Cavalier blanc sur case noire e1 · Fou blanc sur case blanche f1 · Tour blanche sur case noire g1 · Dame blanche sur case blanche h1 | Roi noir sur case blanche a2 · Tour noire sur case noire b2 · Fou noir sur case blanche c2 · Cavalier noir sur case noire d2 · Cavalier blanc sur case blanche e2 · Fou blanc sur case noire f2 · Tour blanche sur case blanche g2 · Roi blanc sur case noire h2 · Dame noire sur case noire a1 · Tour noire sur case blanche b1 · Fou noir sur case noire c1 · Cavalier noir sur case blanche d1 · Cavalier blanc sur case noire e1 · Fou blanc sur case blanche f1 · Tour blanche sur case noire g1 · Dame blanche sur case blanche h1 | Roi noir sur case blanche a2 · Tour noire sur case noire b2 · Fou noir sur case blanche c2 · Cavalier noir sur case noire d2 · Cavalier blanc sur case blanche e2 · Fou blanc sur case noire f2 · Tour blanche sur case blanche g2 · Roi blanc sur case noire h2 · Dame noire sur case noire a1 · Tour noire sur case blanche b1 · Fou noir sur case noire c1 · Cavalier noir sur case blanche d1 · Cavalier blanc sur case noire e1 · Fou blanc sur case blanche f1 · Tour blanche sur case noire g1 · Dame blanche sur case blanche h1 | Roi noir sur case blanche a2 · Tour noire sur case noire b2 · Fou noir sur case blanche c2 · Cavalier noir sur case noire d2 · Cavalier blanc sur case blanche e2 · Fou blanc sur case noire f2 · Tour blanche sur case blanche g2 · Roi blanc sur case noire h2 · Dame noire sur case noire a1 · Tour noire sur case blanche b1 · Fou noir sur case noire c1 · Cavalier noir sur case blanche d1 · Cavalier blanc sur case noire e1 · Fou blanc sur case blanche f1 · Tour blanche sur case noire g1 · Dame blanche sur case blanche h1 | Roi noir sur case blanche a2 · Tour noire sur case noire b2 · Fou noir sur case blanche c2 · Cavalier noir sur case noire d2 · Cavalier blanc sur case blanche e2 · Fou blanc sur case noire f2 · Tour blanche sur case blanche g2 · Roi blanc sur case noire h2 · Dame noire sur case noire a1 · Tour noire sur case blanche b1 · Fou noir sur case noire c1 · Cavalier noir sur case blanche d1 · Cavalier blanc sur case noire e1 · Fou blanc sur case blanche f1 · Tour blanche sur case noire g1 · Dame blanche sur case blanche h1 | Roi noir sur case blanche a2 · Tour noire sur case noire b2 · Fou noir sur case blanche c2 · Cavalier noir sur case noire d2 · Cavalier blanc sur case blanche e2 · Fou blanc sur case noire f2 · Tour blanche sur case blanche g2 · Roi blanc sur case noire h2 · Dame noire sur case noire a1 · Tour noire sur case blanche b1 · Fou noir sur case noire c1 · Cavalier noir sur case blanche d1 · Cavalier blanc sur case noire e1 · Fou blanc sur case blanche f1 · Tour blanche sur case noire g1 · Dame blanche sur case blanche h1 | 5 |
| 4 | Roi noir sur case blanche a2 · Tour noire sur case noire b2 · Fou noir sur case blanche c2 · Cavalier noir sur case noire d2 · Cavalier blanc sur case blanche e2 · Fou blanc sur case noire f2 · Tour blanche sur case blanche g2 · Roi blanc sur case noire h2 · Dame noire sur case noire a1 · Tour noire sur case blanche b1 · Fou noir sur case noire c1 · Cavalier noir sur case blanche d1 · Cavalier blanc sur case noire e1 · Fou blanc sur case blanche f1 · Tour blanche sur case noire g1 · Dame blanche sur case blanche h1 | Roi noir sur case blanche a2 · Tour noire sur case noire b2 · Fou noir sur case blanche c2 · Cavalier noir sur case noire d2 · Cavalier blanc sur case blanche e2 · Fou blanc sur case noire f2 · Tour blanche sur case blanche g2 · Roi blanc sur case noire h2 · Dame noire sur case noire a1 · Tour noire sur case blanche b1 · Fou noir sur case noire c1 · Cavalier noir sur case blanche d1 · Cavalier blanc sur case noire e1 · Fou blanc sur case blanche f1 · Tour blanche sur case noire g1 · Dame blanche sur case blanche h1 | Roi noir sur case blanche a2 · Tour noire sur case noire b2 · Fou noir sur case blanche c2 · Cavalier noir sur case noire d2 · Cavalier blanc sur case blanche e2 · Fou blanc sur case noire f2 · Tour blanche sur case blanche g2 · Roi blanc sur case noire h2 · Dame noire sur case noire a1 · Tour noire sur case blanche b1 · Fou noir sur case noire c1 · Cavalier noir sur case blanche d1 · Cavalier blanc sur case noire e1 · Fou blanc sur case blanche f1 · Tour blanche sur case noire g1 · Dame blanche sur case blanche h1 | Roi noir sur case blanche a2 · Tour noire sur case noire b2 · Fou noir sur case blanche c2 · Cavalier noir sur case noire d2 · Cavalier blanc sur case blanche e2 · Fou blanc sur case noire f2 · Tour blanche sur case blanche g2 · Roi blanc sur case noire h2 · Dame noire sur case noire a1 · Tour noire sur case blanche b1 · Fou noir sur case noire c1 · Cavalier noir sur case blanche d1 · Cavalier blanc sur case noire e1 · Fou blanc sur case blanche f1 · Tour blanche sur case noire g1 · Dame blanche sur case blanche h1 | Roi noir sur case blanche a2 · Tour noire sur case noire b2 · Fou noir sur case blanche c2 · Cavalier noir sur case noire d2 · Cavalier blanc sur case blanche e2 · Fou blanc sur case noire f2 · Tour blanche sur case blanche g2 · Roi blanc sur case noire h2 · Dame noire sur case noire a1 · Tour noire sur case blanche b1 · Fou noir sur case noire c1 · Cavalier noir sur case blanche d1 · Cavalier blanc sur case noire e1 · Fou blanc sur case blanche f1 · Tour blanche sur case noire g1 · Dame blanche sur case blanche h1 | Roi noir sur case blanche a2 · Tour noire sur case noire b2 · Fou noir sur case blanche c2 · Cavalier noir sur case noire d2 · Cavalier blanc sur case blanche e2 · Fou blanc sur case noire f2 · Tour blanche sur case blanche g2 · Roi blanc sur case noire h2 · Dame noire sur case noire a1 · Tour noire sur case blanche b1 · Fou noir sur case noire c1 · Cavalier noir sur case blanche d1 · Cavalier blanc sur case noire e1 · Fou blanc sur case blanche f1 · Tour blanche sur case noire g1 · Dame blanche sur case blanche h1 | Roi noir sur case blanche a2 · Tour noire sur case noire b2 · Fou noir sur case blanche c2 · Cavalier noir sur case noire d2 · Cavalier blanc sur case blanche e2 · Fou blanc sur case noire f2 · Tour blanche sur case blanche g2 · Roi blanc sur case noire h2 · Dame noire sur case noire a1 · Tour noire sur case blanche b1 · Fou noir sur case noire c1 · Cavalier noir sur case blanche d1 · Cavalier blanc sur case noire e1 · Fou blanc sur case blanche f1 · Tour blanche sur case noire g1 · Dame blanche sur case blanche h1 | Roi noir sur case blanche a2 · Tour noire sur case noire b2 · Fou noir sur case blanche c2 · Cavalier noir sur case noire d2 · Cavalier blanc sur case blanche e2 · Fou blanc sur case noire f2 · Tour blanche sur case blanche g2 · Roi blanc sur case noire h2 · Dame noire sur case noire a1 · Tour noire sur case blanche b1 · Fou noir sur case noire c1 · Cavalier noir sur case blanche d1 · Cavalier blanc sur case noire e1 · Fou blanc sur case blanche f1 · Tour blanche sur case noire g1 · Dame blanche sur case blanche h1 | 4 |
| 3 | Roi noir sur case blanche a2 · Tour noire sur case noire b2 · Fou noir sur case blanche c2 · Cavalier noir sur case noire d2 · Cavalier blanc sur case blanche e2 · Fou blanc sur case noire f2 · Tour blanche sur case blanche g2 · Roi blanc sur case noire h2 · Dame noire sur case noire a1 · Tour noire sur case blanche b1 · Fou noir sur case noire c1 · Cavalier noir sur case blanche d1 · Cavalier blanc sur case noire e1 · Fou blanc sur case blanche f1 · Tour blanche sur case noire g1 · Dame blanche sur case blanche h1 | Roi noir sur case blanche a2 · Tour noire sur case noire b2 · Fou noir sur case blanche c2 · Cavalier noir sur case noire d2 · Cavalier blanc sur case blanche e2 · Fou blanc sur case noire f2 · Tour blanche sur case blanche g2 · Roi blanc sur case noire h2 · Dame noire sur case noire a1 · Tour noire sur case blanche b1 · Fou noir sur case noire c1 · Cavalier noir sur case blanche d1 · Cavalier blanc sur case noire e1 · Fou blanc sur case blanche f1 · Tour blanche sur case noire g1 · Dame blanche sur case blanche h1 | Roi noir sur case blanche a2 · Tour noire sur case noire b2 · Fou noir sur case blanche c2 · Cavalier noir sur case noire d2 · Cavalier blanc sur case blanche e2 · Fou blanc sur case noire f2 · Tour blanche sur case blanche g2 · Roi blanc sur case noire h2 · Dame noire sur case noire a1 · Tour noire sur case blanche b1 · Fou noir sur case noire c1 · Cavalier noir sur case blanche d1 · Cavalier blanc sur case noire e1 · Fou blanc sur case blanche f1 · Tour blanche sur case noire g1 · Dame blanche sur case blanche h1 | Roi noir sur case blanche a2 · Tour noire sur case noire b2 · Fou noir sur case blanche c2 · Cavalier noir sur case noire d2 · Cavalier blanc sur case blanche e2 · Fou blanc sur case noire f2 · Tour blanche sur case blanche g2 · Roi blanc sur case noire h2 · Dame noire sur case noire a1 · Tour noire sur case blanche b1 · Fou noir sur case noire c1 · Cavalier noir sur case blanche d1 · Cavalier blanc sur case noire e1 · Fou blanc sur case blanche f1 · Tour blanche sur case noire g1 · Dame blanche sur case blanche h1 | Roi noir sur case blanche a2 · Tour noire sur case noire b2 · Fou noir sur case blanche c2 · Cavalier noir sur case noire d2 · Cavalier blanc sur case blanche e2 · Fou blanc sur case noire f2 · Tour blanche sur case blanche g2 · Roi blanc sur case noire h2 · Dame noire sur case noire a1 · Tour noire sur case blanche b1 · Fou noir sur case noire c1 · Cavalier noir sur case blanche d1 · Cavalier blanc sur case noire e1 · Fou blanc sur case blanche f1 · Tour blanche sur case noire g1 · Dame blanche sur case blanche h1 | Roi noir sur case blanche a2 · Tour noire sur case noire b2 · Fou noir sur case blanche c2 · Cavalier noir sur case noire d2 · Cavalier blanc sur case blanche e2 · Fou blanc sur case noire f2 · Tour blanche sur case blanche g2 · Roi blanc sur case noire h2 · Dame noire sur case noire a1 · Tour noire sur case blanche b1 · Fou noir sur case noire c1 · Cavalier noir sur case blanche d1 · Cavalier blanc sur case noire e1 · Fou blanc sur case blanche f1 · Tour blanche sur case noire g1 · Dame blanche sur case blanche h1 | Roi noir sur case blanche a2 · Tour noire sur case noire b2 · Fou noir sur case blanche c2 · Cavalier noir sur case noire d2 · Cavalier blanc sur case blanche e2 · Fou blanc sur case noire f2 · Tour blanche sur case blanche g2 · Roi blanc sur case noire h2 · Dame noire sur case noire a1 · Tour noire sur case blanche b1 · Fou noir sur case noire c1 · Cavalier noir sur case blanche d1 · Cavalier blanc sur case noire e1 · Fou blanc sur case blanche f1 · Tour blanche sur case noire g1 · Dame blanche sur case blanche h1 | Roi noir sur case blanche a2 · Tour noire sur case noire b2 · Fou noir sur case blanche c2 · Cavalier noir sur case noire d2 · Cavalier blanc sur case blanche e2 · Fou blanc sur case noire f2 · Tour blanche sur case blanche g2 · Roi blanc sur case noire h2 · Dame noire sur case noire a1 · Tour noire sur case blanche b1 · Fou noir sur case noire c1 · Cavalier noir sur case blanche d1 · Cavalier blanc sur case noire e1 · Fou blanc sur case blanche f1 · Tour blanche sur case noire g1 · Dame blanche sur case blanche h1 | 3 |
| 2 | Roi noir sur case blanche a2 · Tour noire sur case noire b2 · Fou noir sur case blanche c2 · Cavalier noir sur case noire d2 · Cavalier blanc sur case blanche e2 · Fou blanc sur case noire f2 · Tour blanche sur case blanche g2 · Roi blanc sur case noire h2 · Dame noire sur case noire a1 · Tour noire sur case blanche b1 · Fou noir sur case noire c1 · Cavalier noir sur case blanche d1 · Cavalier blanc sur case noire e1 · Fou blanc sur case blanche f1 · Tour blanche sur case noire g1 · Dame blanche sur case blanche h1 | Roi noir sur case blanche a2 · Tour noire sur case noire b2 · Fou noir sur case blanche c2 · Cavalier noir sur case noire d2 · Cavalier blanc sur case blanche e2 · Fou blanc sur case noire f2 · Tour blanche sur case blanche g2 · Roi blanc sur case noire h2 · Dame noire sur case noire a1 · Tour noire sur case blanche b1 · Fou noir sur case noire c1 · Cavalier noir sur case blanche d1 · Cavalier blanc sur case noire e1 · Fou blanc sur case blanche f1 · Tour blanche sur case noire g1 · Dame blanche sur case blanche h1 | Roi noir sur case blanche a2 · Tour noire sur case noire b2 · Fou noir sur case blanche c2 · Cavalier noir sur case noire d2 · Cavalier blanc sur case blanche e2 · Fou blanc sur case noire f2 · Tour blanche sur case blanche g2 · Roi blanc sur case noire h2 · Dame noire sur case noire a1 · Tour noire sur case blanche b1 · Fou noir sur case noire c1 · Cavalier noir sur case blanche d1 · Cavalier blanc sur case noire e1 · Fou blanc sur case blanche f1 · Tour blanche sur case noire g1 · Dame blanche sur case blanche h1 | Roi noir sur case blanche a2 · Tour noire sur case noire b2 · Fou noir sur case blanche c2 · Cavalier noir sur case noire d2 · Cavalier blanc sur case blanche e2 · Fou blanc sur case noire f2 · Tour blanche sur case blanche g2 · Roi blanc sur case noire h2 · Dame noire sur case noire a1 · Tour noire sur case blanche b1 · Fou noir sur case noire c1 · Cavalier noir sur case blanche d1 · Cavalier blanc sur case noire e1 · Fou blanc sur case blanche f1 · Tour blanche sur case noire g1 · Dame blanche sur case blanche h1 | Roi noir sur case blanche a2 · Tour noire sur case noire b2 · Fou noir sur case blanche c2 · Cavalier noir sur case noire d2 · Cavalier blanc sur case blanche e2 · Fou blanc sur case noire f2 · Tour blanche sur case blanche g2 · Roi blanc sur case noire h2 · Dame noire sur case noire a1 · Tour noire sur case blanche b1 · Fou noir sur case noire c1 · Cavalier noir sur case blanche d1 · Cavalier blanc sur case noire e1 · Fou blanc sur case blanche f1 · Tour blanche sur case noire g1 · Dame blanche sur case blanche h1 | Roi noir sur case blanche a2 · Tour noire sur case noire b2 · Fou noir sur case blanche c2 · Cavalier noir sur case noire d2 · Cavalier blanc sur case blanche e2 · Fou blanc sur case noire f2 · Tour blanche sur case blanche g2 · Roi blanc sur case noire h2 · Dame noire sur case noire a1 · Tour noire sur case blanche b1 · Fou noir sur case noire c1 · Cavalier noir sur case blanche d1 · Cavalier blanc sur case noire e1 · Fou blanc sur case blanche f1 · Tour blanche sur case noire g1 · Dame blanche sur case blanche h1 | Roi noir sur case blanche a2 · Tour noire sur case noire b2 · Fou noir sur case blanche c2 · Cavalier noir sur case noire d2 · Cavalier blanc sur case blanche e2 · Fou blanc sur case noire f2 · Tour blanche sur case blanche g2 · Roi blanc sur case noire h2 · Dame noire sur case noire a1 · Tour noire sur case blanche b1 · Fou noir sur case noire c1 · Cavalier noir sur case blanche d1 · Cavalier blanc sur case noire e1 · Fou blanc sur case blanche f1 · Tour blanche sur case noire g1 · Dame blanche sur case blanche h1 | Roi noir sur case blanche a2 · Tour noire sur case noire b2 · Fou noir sur case blanche c2 · Cavalier noir sur case noire d2 · Cavalier blanc sur case blanche e2 · Fou blanc sur case noire f2 · Tour blanche sur case blanche g2 · Roi blanc sur case noire h2 · Dame noire sur case noire a1 · Tour noire sur case blanche b1 · Fou noir sur case noire c1 · Cavalier noir sur case blanche d1 · Cavalier blanc sur case noire e1 · Fou blanc sur case blanche f1 · Tour blanche sur case noire g1 · Dame blanche sur case blanche h1 | 2 |
| 1 | Roi noir sur case blanche a2 · Tour noire sur case noire b2 · Fou noir sur case blanche c2 · Cavalier noir sur case noire d2 · Cavalier blanc sur case blanche e2 · Fou blanc sur case noire f2 · Tour blanche sur case blanche g2 · Roi blanc sur case noire h2 · Dame noire sur case noire a1 · Tour noire sur case blanche b1 · Fou noir sur case noire c1 · Cavalier noir sur case blanche d1 · Cavalier blanc sur case noire e1 · Fou blanc sur case blanche f1 · Tour blanche sur case noire g1 · Dame blanche sur case blanche h1 | Roi noir sur case blanche a2 · Tour noire sur case noire b2 · Fou noir sur case blanche c2 · Cavalier noir sur case noire d2 · Cavalier blanc sur case blanche e2 · Fou blanc sur case noire f2 · Tour blanche sur case blanche g2 · Roi blanc sur case noire h2 · Dame noire sur case noire a1 · Tour noire sur case blanche b1 · Fou noir sur case noire c1 · Cavalier noir sur case blanche d1 · Cavalier blanc sur case noire e1 · Fou blanc sur case blanche f1 · Tour blanche sur case noire g1 · Dame blanche sur case blanche h1 | Roi noir sur case blanche a2 · Tour noire sur case noire b2 · Fou noir sur case blanche c2 · Cavalier noir sur case noire d2 · Cavalier blanc sur case blanche e2 · Fou blanc sur case noire f2 · Tour blanche sur case blanche g2 · Roi blanc sur case noire h2 · Dame noire sur case noire a1 · Tour noire sur case blanche b1 · Fou noir sur case noire c1 · Cavalier noir sur case blanche d1 · Cavalier blanc sur case noire e1 · Fou blanc sur case blanche f1 · Tour blanche sur case noire g1 · Dame blanche sur case blanche h1 | Roi noir sur case blanche a2 · Tour noire sur case noire b2 · Fou noir sur case blanche c2 · Cavalier noir sur case noire d2 · Cavalier blanc sur case blanche e2 · Fou blanc sur case noire f2 · Tour blanche sur case blanche g2 · Roi blanc sur case noire h2 · Dame noire sur case noire a1 · Tour noire sur case blanche b1 · Fou noir sur case noire c1 · Cavalier noir sur case blanche d1 · Cavalier blanc sur case noire e1 · Fou blanc sur case blanche f1 · Tour blanche sur case noire g1 · Dame blanche sur case blanche h1 | Roi noir sur case blanche a2 · Tour noire sur case noire b2 · Fou noir sur case blanche c2 · Cavalier noir sur case noire d2 · Cavalier blanc sur case blanche e2 · Fou blanc sur case noire f2 · Tour blanche sur case blanche g2 · Roi blanc sur case noire h2 · Dame noire sur case noire a1 · Tour noire sur case blanche b1 · Fou noir sur case noire c1 · Cavalier noir sur case blanche d1 · Cavalier blanc sur case noire e1 · Fou blanc sur case blanche f1 · Tour blanche sur case noire g1 · Dame blanche sur case blanche h1 | Roi noir sur case blanche a2 · Tour noire sur case noire b2 · Fou noir sur case blanche c2 · Cavalier noir sur case noire d2 · Cavalier blanc sur case blanche e2 · Fou blanc sur case noire f2 · Tour blanche sur case blanche g2 · Roi blanc sur case noire h2 · Dame noire sur case noire a1 · Tour noire sur case blanche b1 · Fou noir sur case noire c1 · Cavalier noir sur case blanche d1 · Cavalier blanc sur case noire e1 · Fou blanc sur case blanche f1 · Tour blanche sur case noire g1 · Dame blanche sur case blanche h1 | Roi noir sur case blanche a2 · Tour noire sur case noire b2 · Fou noir sur case blanche c2 · Cavalier noir sur case noire d2 · Cavalier blanc sur case blanche e2 · Fou blanc sur case noire f2 · Tour blanche sur case blanche g2 · Roi blanc sur case noire h2 · Dame noire sur case noire a1 · Tour noire sur case blanche b1 · Fou noir sur case noire c1 · Cavalier noir sur case blanche d1 · Cavalier blanc sur case noire e1 · Fou blanc sur case blanche f1 · Tour blanche sur case noire g1 · Dame blanche sur case blanche h1 | Roi noir sur case blanche a2 · Tour noire sur case noire b2 · Fou noir sur case blanche c2 · Cavalier noir sur case noire d2 · Cavalier blanc sur case blanche e2 · Fou blanc sur case noire f2 · Tour blanche sur case blanche g2 · Roi blanc sur case noire h2 · Dame noire sur case noire a1 · Tour noire sur case blanche b1 · Fou noir sur case noire c1 · Cavalier noir sur case blanche d1 · Cavalier blanc sur case noire e1 · Fou blanc sur case blanche f1 · Tour blanche sur case noire g1 · Dame blanche sur case blanche h1 | 1 |
|   | a | b | c | d | e | f | g | h |   |

- Chess960 ;
- King of the Hill : déplacer le roi sur le carré central ;
- Qui perd gagne, losing chess, antichess ;
- Échecs atomiques (atomic chess) ;
- Three-check chess : faire trois fois échecs ;
- Horde : contrer une horde de pions ;
- Course des rois : le premier roi à arriver à la 8e rangée (les échecs ne sont pas permis, même pour une prise) ;
- crazyhouse  : les pièces capturées changent de couleur et peuvent être mises en réserve puis placées sur l'échiquier à tout moment.

## Historique

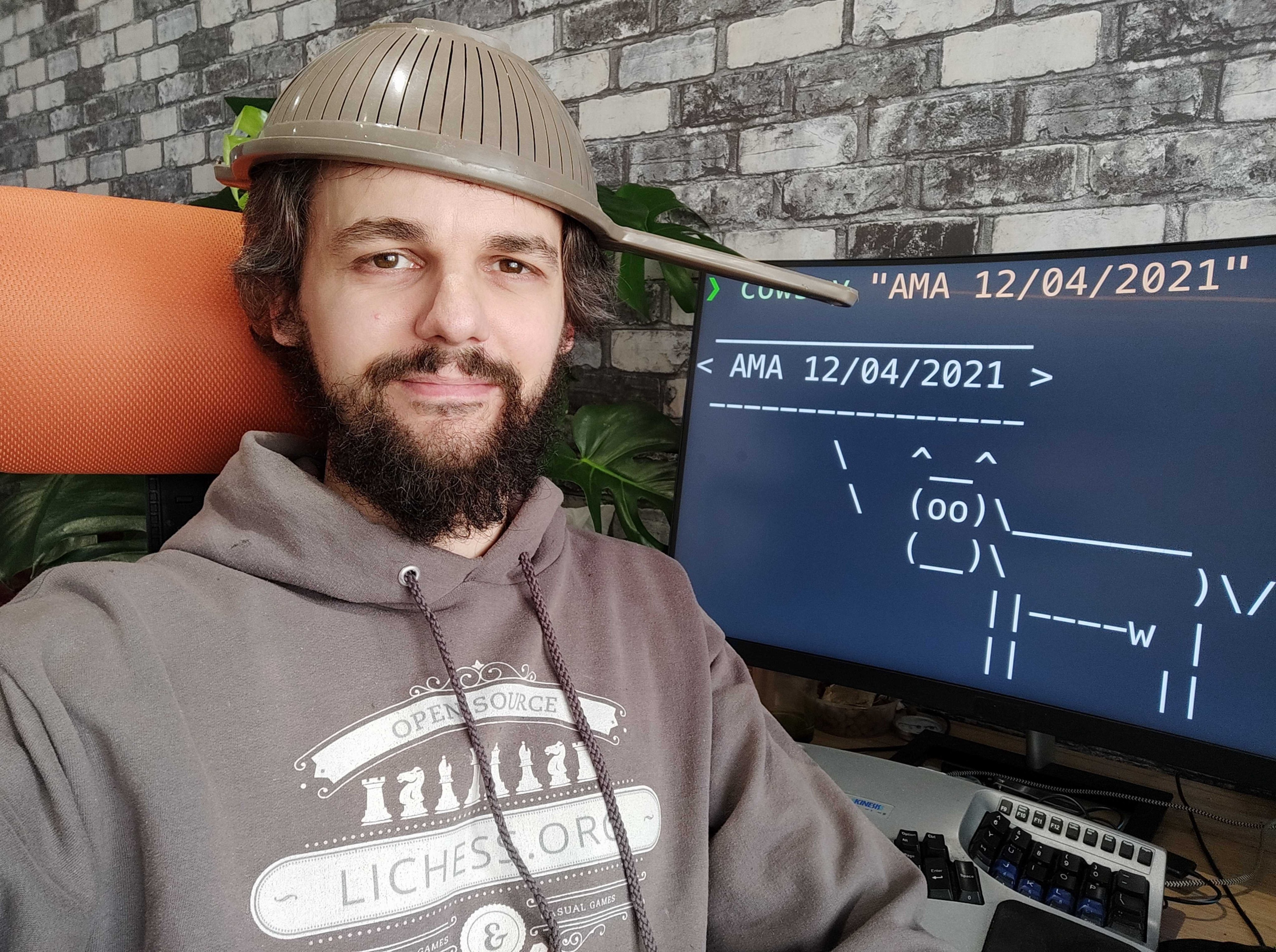
Thibault Duplessis, fondateur de Lichess, en 2021.

Le 11 février 2015, une application officielle est sortie pour Android. La version iOS sort quant à elle le 4 mars 2015.
Le 14 décembre 2017, le numéro un mondial des échecs, Magnus Carlsen, a gagné le premier tournoi Titled Arena.
En avril 2021, la fédération américaine d'échecs a annoncé officiellement qu'elle approuvait la méthodologie de fair-play de Lichess. Cela signifie que les membres de l'US Chess Federation peuvent avoir confiance en l'intégrité des événements classés en ligne sur la plateforme lichess.org.

## Lichess Titled Arena
Depuis décembre 2017, Lichess organise la Lichess Titled Arena, un tournoi réservé aux joueurs titrés de la Fédération internationale des échecs. Des récompenses sont attribuées aux cinq premières places.
| Nom                                   | Date             | Joueurs | Prix    | 1re place        | 2e place          | 3e place                | 4e place             | 5e place                      | Notes                                                  |
| ------------------------------------- | ---------------- | ------- | ------- | ---------------- | ----------------- | ----------------------- | -------------------- | ----------------------------- | ------------------------------------------------------ |
| Première Lichess Titled Arena         | 14 décembre 2017 | 118     | 1 000 $ | Magnus Carlsen   | Fabiano Caruana   | Andrew Tang             | Georg Meier          | TheWarning (anonyme)          | Carlsen a redonné son prix à Lichess                   |
| Lichess Titled Arena 2                | 18 janvier 2018  | 145     | 1 500 $ | Magnus Carlsen   | Andrew Tang       | Vincent Rothuis (nl)    | Arka50 (anonyme)     | Tuan Minh Le                  | Carlsen a redonné son prix à Lichess                   |
| Lichess Titled Arena 3                | 1er mars 2018    | 188     | 2 200 $ | Magnus Carlsen   | Daniel Naroditsky | Vincent Rothuis (nl)    | Andrew Tang          | Jules Moussard                | Carlsen a redonné son prix à Lichess                   |
| Lichess Titled Arena 4                | 12 avril 2018    | 218     | 3 200 $ | Magnus Carlsen   | Andrew Tang       | Olexandr Bortnyk        | Vincent Rothuis (nl) | Jahongir Vakhidov             | Carlsen a redonné son prix à Lichess                   |
| Lichess Titled Arena 5                | 4 mai 2018       | 237     | 3 600 $ | Andrew Tang      | Alireza Firouzja  | Arka50 (anonyme)        | wizard98 (anonyme)   | Jules Moussard                | Première fois que Carlsen ne gagne pas la Titled Arena |
| Lichess Titled Arena 6                | 4 août 2018      | 208     | 1 000 $ | Magnus Carlsen   | Daniel Naroditsky | Oleksandr Bortnyk       | Vincent Rothuis (nl) | Akshat Chandra (en)           | Carlsen a redonné son prix à Lichess                   |
| Lichess Titled Arena 7                | 7 septembre 2018 | 226     | 1 500 $ | Tuan Minh Le     | Zaven Andriasian  | Magnus Carlsen          | Daniel Naroditsky    | Georg Meier                   | Carlsen a joué le tournoi sur son téléphone            |
| Lichess Titled Arena 8                | 26 octobre 2018  | 227     | 1 125 $ | Magnus Carlsen   | Andrew Tang       | Vincent Rothuis (nl)    | Alireza Firouzja     | Sergei Zhigalko               |                                                        |
| Lichess Titled Arena 9                | 12 décembre 2018 | 200     | 1 000 $ | Magnus Carlsen   | Andrew Tang       | Vincent Rothuis (nl)    | Daniel Naroditsky    | Sergei Zhigalko               |                                                        |
| Lichess Titled Arena 10               | 5 janvier 2019   | 347     | 1 000 $ | Magnus Carlsen   | Oleksandr Bortnyk | Vincent Rothuis (nl)    | Alireza Firouzja     | Sergei Zhigalko               |                                                        |
| Lichess Titled Arena 11               | 9 février 2019   | 349     | 1 000 $ | Magnus Carlsen   | Andrew Tang       | Daniel Naroditsky       | Minh Le              | lodewijkfrederik              |                                                        |
| Lichess Chess960 Titled Arena         | 23 février 2019  | 319     | 1 000 $ | Magnus Carlsen   | Watneg (anonyme)  | Dr-BassemAmin (anonyme) | Olexandr Bortnyk     | Vincent Rothuis (nl)          | Carlsen a redonné son prix à Lichess                   |
| Lichess Chess960 Titled Arena Mar '19 | 27 mars 2019     | 261     | 1 500 $ | Magnus Carlsen   | Janak Awatramani  | Andrew Tang             | Watneg (anonyme)     | Saveliy Golubov               |                                                        |
| Lichess Titled Arena May '19          | 4 mai 2019       | 355     | 1 000 $ | Magnus Carlsen   | Illia Nijnik      | Akshat Chandra (en)     | Alireza Firouzja     | José Carlos Ibarra Jerez (es) |                                                        |
| Lichess Titled Arena Jun '19          | 22 juin 2019     | 325     | 1 000 $ | Magnus Carlsen   | Andrew Tang       | caching (anonyme)       | LyinTed (anonyme)    | wizard98 (anonyme)            |                                                        |
| Lichess Titled Arena Jul '19          | 13 juillet 2019  | 332     | 1 000 $ | Alireza Firouzja | Magnus Carlsen    | Vincent Rothuis (nl)    | Saveliy Golubov      | Daniel Naroditsky             |                                                        |